# Chełm Cementownia
Chełm Cementownia – przystanek kolejowy w Chełmie, w województwie lubelskim, w Polsce.

## Krótki opis
Położony przy Cementowni Chełm, w strefie przemysłowej Antonin, zapewnia dogodny dojazd do pracy. Zatrzymują się tu pociągi Regionalne. Niegdyś przy peronie 1 znajdował się dworzec kolejowy z kasami biletowymi i poczekalnią. Po kilkunastu latach został on zamknięty, popadł w ruinę, w końcu go wyburzono.

## Perony
- Peron 1 - obsługuje pociągi regionalne w kierunku Dorohuska i Chełma Głównego.
- Peron 2 - drewniany, obecnie nieużywany z powodu złego stanu.

## Ruch pasażerski[1]
| Rok  | Wymiana pasażerska na dobę |
| ---- | -------------------------- |
| 2017 | 0-9                        |
| 2018 | 0-9                        |
| 2019 | –                          |
| 2020 | 0-9                        |
| 2021 | 0-9                        |
| 2022 | –                          |
| 2023 | –                          |